# THE DREAM SHOW 2
《NCT DREAM TOUR "THE DREAM SHOW 2"》는 대한민국의 음악 그룹 NCT DREAM의 두번째 콘서트 투어이다.

## In A DREAM
2022년 6월 24일, SM 엔터테인먼트는 NCT DREAM 두번째 단독 콘서트의 3일간의 일정을 공개하였고 5일 뒤인 6월 29일, YES24를 통해 팬클럽 선행 예매, 7월 1일에 일반 예매가 뒤이어 진행되었으나, 콘서트를 4일 앞두고 멤버 마크, 2일 전 런쥔이 잇다라 코로나19 확진 판정을 받게 되면서 3일간의 공연 일정을 취소한 후 공연 일정을 재조정한 끝에 8월 10일, 2일간의 서울올림픽주경기장에서의 개최를 확정짓게 되었다. NCT DREAM은 이 투어를 통해 SM 역대 아이돌 중 H.O.T., 신화, EXO에 이어 4번째로 서울올림픽주경기장 무대에 오르는 위업을 달성하게 되었다.

## In YOUR DREAM
2023년 4월 26일, SM 엔터테인먼트는 고척스카이돔에서의 2일 간의 앙코르 콘서트 일정을 발표하였으며 예매는 5월 9일과 11일에 각각 팬클럽 선예매와 일반 예매가 YES24를 통해 진행되었다. 이후 2일간의 티켓이 전석 매진되는 호응에 힘입어 5월 15일 공식 홈페이지를 통해 6월 1일 공연 일정이 추가 공지되었으며, 투어 중 발매된 스페셜 미니앨범〈Candy〉 수록곡을 추가한 앙코르 콘서트로 이 투어를 통해 서울을 시작으로 남미 4개국 투어를 진행하였다.
뒤이어 투어 말미에는 정규 3집 수록곡 〈Broken Melodies〉의 선공개를 공식화하였으며, NCT DREAM은 10개월에 걸친 26개 도시, 총 41회의 투어를 통해 약 65만여명의 누적 관객을 기록하였다.

## 투어 일정
| 일정             | 도시         | 국가       | 장소                           | 관객 동원      |
| In A DREAM       | In A DREAM   | In A DREAM | In A DREAM                     | In A DREAM     |
| ---------------- | ------------ | ---------- | ------------------------------ | -------------- |
| 2022년 9월 8일   | 서울         | 대한민국   | 서울올림픽주경기장             | 통산 70,000명  |
| 2022년 9월 9일   | 서울         | 대한민국   | 서울올림픽주경기장             | 통산 70,000명  |
| 2022년 11월 23일 | 나고야       | 일본       | 니혼 가이시 홀                 | 12,000명       |
| 2022년 11월 26일 | 횡빈         | 일본       | 요코하마 아레나                | 통산 54,000명  |
| 2022년 11월 27일 | 횡빈         | 일본       | 요코하마 아레나                | 통산 54,000명  |
| 2022년 11월 28일 | 횡빈         | 일본       | 요코하마 아레나                | 통산 54,000명  |
| 2022년 12월 1일  | 복강         | 일본       | 마린멧세 후쿠오카 A관          | 10,000명       |
| 2023년 2월 17일  | 대판         | 일본       | 쿄세라 돔 오사카               | 통산 135,000명 |
| 2023년 2월 18일  | 대판         | 일본       | 쿄세라 돔 오사카               | 통산 135,000명 |
| 2023년 2월 19일  | 대판         | 일본       | 쿄세라 돔 오사카               | 통산 135,000명 |
| 2023년 3월 4일   | 자카르타     | 인도네시아 | 인도네시아 컨벤션 전시장 5-6홀 | 통산 36,000명  |
| 2023년 3월 5일   | 자카르타     | 인도네시아 | 인도네시아 컨벤션 전시장 5-6홀 | 통산 36,000명  |
| 2023년 3월 6일   | 자카르타     | 인도네시아 | 인도네시아 컨벤션 전시장 5-6홀 | 통산 36,000명  |
| 2023년 3월 10일  | 방콕         | 태국       | 임팩트 아레나 무앙 통 타니     | 통산 35,000명  |
| 2023년 3월 11일  | 방콕         | 태국       | 임팩트 아레나 무앙 통 타니     | 통산 35,000명  |
| 2023년 3월 12일  | 방콕         | 태국       | 임팩트 아레나 무앙 통 타니     | 통산 35,000명  |
| 2023년 3월 24일  | 홍콩         | 홍콩       | 아시아 월드 아레나             | 통산 22,000명  |
| 2023년 3월 25일  | 홍콩         | 홍콩       | 아시아 월드 아레나             | 통산 22,000명  |
| 2023년 3월 28일  | 런던         | 영국       | 웸블리 아레나                  | 12,000명       |
| 2023년 3월 30일  | 파리         | 프랑스     | 제니스 파리 라빌레트           | 7,000명        |
| 2023년 4월 3일   | 베를린       | 독일       | 우버 아레나                    | 12,000명       |
| 2023년 4월 5일   | 뉴어크       | 미국       | 프루덴셜 센터                  | 12,000명       |
| 2023년 4월 7일   | 시카고       | 미국       | 올스테이트 아레나              | 10,000명       |
| 2023년 4월 9일   | 애틀란타     | 미국       | 스테이트팜 아레나              | 13,000명       |
| 2023년 4월 12일  | 휴스턴       | 미국       | 도요타 센터                    | 12,000명       |
| 2023년 4월 14일  | 댈러스       | 미국       | 텍사스 트러스트 CU 극장        | 6,000명        |
| 2023년 4월 18일  | 로스앤젤레스 | 미국       | 혼다 센터                      | 12,000명       |
| 2023년 4월 21일  | 시애틀       | 미국       | 클라이멋 플레지 아레나         | 11,000명       |
| 2023년 4월 29일  | 마닐라       | 필리핀     | 몰 오브 아시아 아레나          | 통산 24,000명  |
| 2023년 4월 30일  | 마닐라       | 필리핀     | 몰 오브 아시아 아레나          | 통산 24,000명  |
| 2023년 5월 1일   | 싱가포르     | 싱가포르   | 싱가포르 인도어 스타디움       | 9,000명        |
| 2023년 5월 13일  | 마카오       | 마카오     | 베네시안 호텔 코타이 아레나    | 통산 17,000명  |
| 2023년 5월 14일  | 마카오       | 마카오     | 베네시안 호텔 코타이 아레나    | 통산 17,000명  |
| 2023년 5월 20일  | 쿠알라룸푸르 | 말레이시아 | 악시아타 아레나 부킷 자릴      | 12,000명       |
| In YOUR DREAM    |              |            |                                |                |
| 2023년 6월 1일   | 서울         | 대한민국   | 고척스카이돔                   | 통산 66,000명  |
| 2023년 6월 2일   | 서울         | 대한민국   | 고척스카이돔                   | 통산 66,000명  |
| 2023년 6월 3일   | 서울         | 대한민국   | 고척스카이돔                   | 통산 66,000명  |
| 2023년 7월 4일   | 상파울로     | 브라질     | 비브라 상파울로                | 7,000명        |
| 2023년 7월 6일   | 산티아고     | 칠레       | 무비스타 아레나                | 12,000명       |
| 2023년 7월 8일   | 리마         | 페루       | 아레나 1                       | 10,000명       |
| 2023년 7월 11일  | 멕시코시티   | 멕시코     | 멕시코시티 아레나              | 14,000명       |

## 세트 리스트
- Opening VCR + Enrtance Show -
- 버퍼링 (Glitch Mode)
- Countdown (3, 2, 1)
- STRONGER

- Ment -
- Dreaming
- 무대로 (Déjà Vu; 舞代路)

- VCR #2 -
- Musical Medley

1. 마지막 첫사랑 (My First And Last)
2. 사랑이 좀 어려워 (Bye My First...)
3. 사랑은 또다시 (Love Again)
4. 마지막 인사 (To My First)

- VCR #3 -
- Sorry, Heart

- Ment -
- Acoustic Medley

1. 너의 자리 (Puzzle Piece)
2. Chewing Gum
3. ANL

- 고래 (Dive Into You)
- 주인공 (Irreplaceable)

- VCR Music Video (미니카 (Drive)) -
- Saturday Drip
- Quiet Down
- Better Than Gold (지금)

- Ment -
- 오르골 (Life Is Still Going On)
- Diggity
- EDM Remix Medley

1. Fire Alarm
2. Ridin'
3. GO
4. BOOM

- VCR #5 -
- Hello Future
- We Go Up
- Trigger The Fever
- 맛 (Hot Sauce)

- Encore-
- Beatbox

- Ment -
- 우리의 계절 (My Youth)
- Dear DREAM
- 별 밤 (On The Way)8일 / Rainbow (책갈피)9일
- 같은 시간 같은 자리 (Walk You Home)

- Opening VCR + Enrtance Show -
- Glitch Mode (JP)
- Countdown (3, 2, 1)
- STRONGER

- Ment -
- Dreaming
- 무대로 (Déjà Vu; 舞代路)

- VCR #2 -
- Musical Medley

1. 마지막 첫사랑 (My First And Last)
2. 사랑이 좀 어려워 (Bye My First...)
3. 사랑은 또다시 (Love Again)
4. 마지막 인사 (To My First)

- VCR #3 -
- Sorry, Heart

- Ment -
- Acoustic Medley

1. 너의 자리 (Puzzle Piece)
2. Chewing Gum
3. ANL

- 고래 (Dive Into You)
- 주인공 (Irreplaceable)

- VCR Music Video (미니카 (Drive)) -
- Saturday Drip
- Quiet Down
- Better Than Gold (지금)

- Ment -
- 오르골 (Life Is Still Going On)
- Diggity
- Ridin'
- Fire Alarm오사카 한정
- BOOM

- VCR #5 -
- Hello Future
- We Go Up / Best Friend Ever오사카
- Trigger The Fever
- 맛 (Hot Sauce)

- Encore-
- Beatbox
- 사랑한단 뜻이야 (Candle Light)

- Ment -
- 우리의 계절 (My Youth)
- 같은 시간 같은 자리 (Walk You Home)

- Double Encore (오사카 한정) -
- Candy

- Opening VCR + Enrtance Show -
- 버퍼링 (Glitch Mode)
- Countdown (3, 2, 1)
- STRONGER

- Ment -
- Dreaming
- 무대로 (Déjà Vu; 舞代路)

- VCR #2 -
- Storytelling Medley

1. 마지막 첫사랑 (My First And Last)
2. 사랑이 좀 어려워 (Bye My First...)
3. 사랑은 또다시 (Love Again)
4. 마지막 인사 (To My First)

- VCR #3 -
- Sorry, Heart

- Ment -
- Acoustic Medley

1. 너의 자리 (Puzzle Piece)
2. Chewing Gum
3. ANL

- 고래 (Dive Into You)
- 주인공 (Irreplaceable)

- VCR Music Video (미니카 (Drive)) -
- Saturday Drip
- Quiet Down
- Better Than Gold (지금)

- Ment -
- Diggity
- Ridin'
- BOOM

- VCR #5 -
- Hello Future
- We Go Up
- Trigger The Fever
- 맛 (Hot Sauce)

- Encore-
- Beatbox

- Ment -
- 우리의 계절 (My Youth)
- 같은 시간 같은 자리 (Walk You Home)

- Double Encore -
- Candy

- Opening VCR + Enrtance Show -
- 무대로 (Déjà Vu; 舞代路)
- Countdown (3, 2, 1)
- STRONGER

- Ment -
- Dreaming
- 버퍼링 (Glitch Mode)

- VCR #2 -
- Storytelling Medley

1. 마지막 첫사랑 (My First And Last)
2. 사랑이 좀 어려워 (Bye My First...)
3. 사랑은 또다시 (Love Again)
4. 마지막 인사 (To My First)

- VCR #3 -
- Sorry, Heart

- Ment -
- Acoustic Medley

1. 너의 자리 (Puzzle Piece)
2. Chewing Gum
3. ANL

- 고래 (Dive Into You)

- VCR Music Video (미니카 (Drive)) -
- Saturday Drip
- Quiet Down
- Drippin'
- Better Than Gold (지금)
- 오르골 (Life Is Still Going On)

- Ment -
- Fire Alarm
- Ridin'
- 맛 (Hot Sauce)
- Trigger The Fever

- Encore VCR-
- Hello Future

- Ment -
- Rewind
- Dear DREAM
- Graduation

- Double Encore -
- Candy

- Ending -

## 취소된 일정
| 일정            | 도시 | 국가     | 장소         | 비고                                   |
| --------------- | ---- | -------- | ------------ | -------------------------------------- |
| 2022년 7월 29일 | 서울 | 대한민국 | 고척스카이돔 | 일부 멤버 코로나바이러스감염증-19 확진 |
| 2022년 7월 30일 | 서울 | 대한민국 | 고척스카이돔 | 일부 멤버 코로나바이러스감염증-19 확진 |
| 2022년 7월 31일 | 서울 | 대한민국 | 고척스카이돔 | 일부 멤버 코로나바이러스감염증-19 확진 |

## 투어별 결원 목록
| 일정            | 불참 멤버 | 비고                   |
| --------------- | --------- | ---------------------- |
| 2023년 4월 29일 | 천러      | 감기 몸살, 컨디션 난조 |
| 2023년 4월 30일 | 천러      | 감기 몸살, 컨디션 난조 |
| 2023년 5월 1일  | 천러      | 감기 몸살, 컨디션 난조 |

## 관련 필모그래피
| 연도 | 종류 | 제목                             | 개봉      | 비고 |
| ---- | ---- | -------------------------------- | --------- | ---- |
| 2022 | 영화 | NCT DREAM THE MOVIE : In A DREAM | 11월 30일 | -    |

## 관련 디스코그래피

### 포토북
| 종류   | 포토북 정보                                                                       |
| ------ | --------------------------------------------------------------------------------- |
| 포토북 | NCT DREAM TOUR 《THE DRRAM SHOW 2》 CONCERT PHOTO BOOK - 발매일 : 2024년 3월 25일 |

## 제작
- NCT DREAM (마크, 런쥔, 제노, 해찬, 재민, 천러, 지성)
- 주최 : SM 엔터테인먼트
- 주관 : 드림메이커, 드림시큐리티, 라이브 네이션
- 후원
  - 서울 : YES24, Beyond LIVE
- 총연출 : 나카사네 리노